# مايكل شولتز
مايكل شولتز (بالإنجليزية: Michael Schultz)‏ هو منتج أفلام ومخرج أمريكي، ولد في 10 نوفمبر 1938 في ميلواكي في الولايات المتحدة.

## وصلات خارجية
- مايكل شولتز على موقع IMDb (الإنجليزية)
- مايكل شولتز على موقع ألو سيني (الفرنسية)
- مايكل شولتز على موقع أول موفي (الإنجليزية)
- مايكل شولتز على موقع قاعدة بيانات برودواي على الإنترنت (الإنجليزية)
- مايكل شولتز على موقع قاعدة بيانات الأفلام السويدية (السويدية)
- مايكل شولتز على موقع قاعدة بيانات الفيلم (الإنجليزية)
- مايكل شولتز على موقع كينوبويسك (الروسية)